# Prezentace ve výtahu

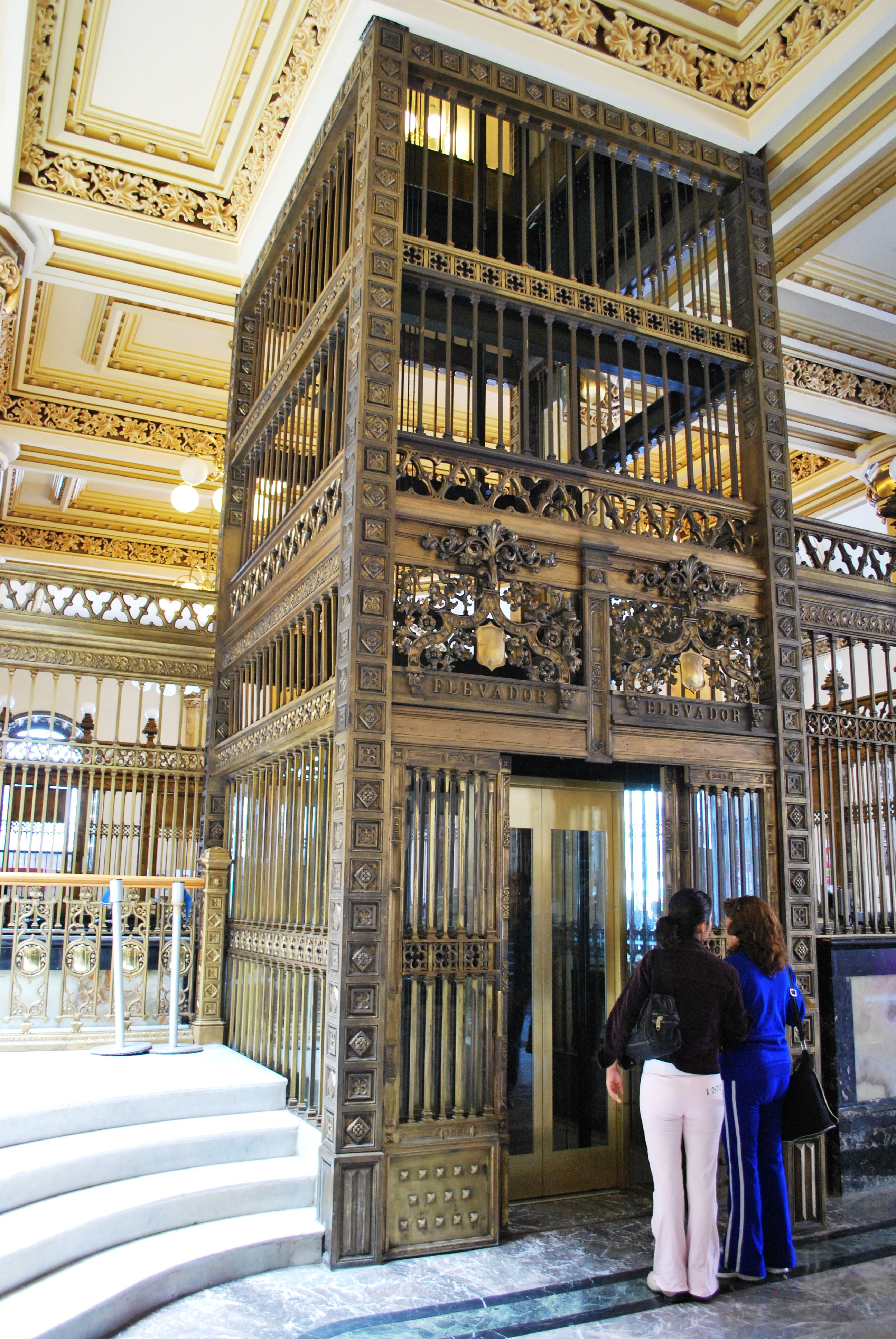
Náhodná setkání osob ve výtazích dávají příležitost ke stručné prezentaci myšlenek.

Prezentace ve výtahu (anglicky elevator pitch, doslova „výtahový prodej“) je krátká souhrnná prezentace, která rychle a jednoduše představuje osobu, profesi, produkt, službu, organizaci nebo událost, společně s jejich hodnotovou propozicí. Tento způsob prezentace je oblíbený především u osob, které často potřebují rychle předávat důležité myšlenky – např. projektoví manažeři, prodejci, marketingoví evangelisté a tvůrci instituční politiky.

## Původ názvu
Pojmenování „prezentace ve výtahu“ vychází z předpokladu, že by myšlenku v takto shrnuté podobě mělo být možné představit spolucestujícímu během cesty výtahem, tedy přibližně za dobu třiceti sekund až dvou minut. Motivací je možnost náhodného setkání s významnou osobou při cestě výtahem a s tím spojená příležitost v krátkém čase tuto osobu zaujmout a získat ji pro svou myšlenku. V případě úspěchu pak může konverzace pokračovat i po opuštění výtahu nebo vyústit ve výměnu vizitek či naplánování schůzky.

## Aplikace
Podnikatelé využívají prezentaci ve výtahu k rychlému představení podnikatelského záměru rizikovému kapitalistovi nebo obchodnímu andělovi, od kterého chtějí získat finanční prostředky. Rizikoví kapitalisté totiž často posuzují kvalitu myšlenky právě podle kvality její prezentace ve výtahu a podnikatele o takovéto prezentace přímo žádají, aby s jejich pomocí mohli rychle rozpoznat špatné myšlenky a slabé týmy. Obsahem prezentace ve výtahu, jejímž cílem je představit podnikatelský záměr, by měla být podstata myšlenky, stav jejího rozpracování, tržní příležitosti, konkurenční výhody, potřebný kapitál a způsob jeho získání, nabídka investorovi, složení týmu a potenciální zisk pro investora.
V osobním životě lze formu prezentace ve výtahu uplatnit v situacích jako je přijímací pohovor, seznamování či souhrn nabízených živnostenských služeb.